# Ceri
Ceri (tiếng Latinh: Cerium) là một nguyên tố hóa học với ký hiệu Ce và số nguyên tử 58. Ceri không có vai trò sinh học nào đã biết.

## Lịch sử
Ceri được Jöns Jakob Berzelius và Wilhelm Hisinger phát hiện tại Bastnäs, Thụy Điển và độc lập với họ là Martin Heinrich Klaproth tại Đức, đều vào năm 1803. 
Ceri được Berzelius đặt tên theo hành tinh lùn Ceres, phát hiện hai năm trước đó (1801). Như ban đầu được cô lập, ceri thực ra ở dạng oxide của nó, và được gọi là Ceria, một thuật ngữ hiện nay vẫn còn dùng. Bản thân kim loại này là quá dương điện để có thể cô lập bằng công nghệ nung chảy khi đó, một đặc trưng của các kim loại đất hiếm nói chung. Tuy nhiên, sự phát triển của điện hóa học do Humphry Davy chỉ sau đó 5 năm và khi đó thì các loại đất hiếm này đã đi đúng vào con đường để sinh ra các kim loại chúng chứa bên trong. Ceria, như được cô lập năm 1803, chứa tất cả các nguyên tố nhóm Lanthan có mặt trong quặng cerit từ Bastnäs, Thụy Điển và vì thế chỉ chứa khoảng 45% của cái mà ngày nay gọi là ceria tinh khiết. Cho tới tận khi Carl Gustaf Mosander thành công trong việc loại bỏ lanthana và "didymia" vào cuối thập niên 1830 thì ceria mới thu được ở dạng tinh khiết. Wilhelm Hisinger là một chủ mỏ giàu có, một nhà khoa học nghiệp dư và là người tài trợ cho Berzelius. Ông sở hữu hoặc kiểm soát mỏ tại Bastnäs và trong nhiều năm đã cố gắng để tìm ra thành phần của loại đá nặng bị bỏ đi sau khi lấy quặng ("Tungstein của Bastnäs") với số lượng lớn, mà hiện nay gọi là cerit, mà ông có trong các khu mỏ của mình. Mosander và gia đình ông đã sinh sống nhiều năm trong cùng một ngôi nhà với Berzelius và có lẽ ông đã được Berzelius thuyết phục để tiếp tục nghiên cứu ceria.
Khi các loại đất hiếm lần đầu tiên được phát hiện, do chúng là các base mạnh tương tự như các oxide của calci hay magnesi nên người ta cho rằng chúng có hóa trị +2. Vì thế, "ceric" ceri được coi là có hóa trị +3 và tỷ lệ trạng thái oxy hóa được coi là bằng 1,5. Berzelius cực kỳ khó chịu khi phải giữ tỷ lệ đó là 1,33. Trên tất cả những điều này thì ông là nhà hóa học phân tích giỏi bậc nhất tại châu Âu thời đó. Nhưng ông đã là nhà phân tích giỏi hơn là ông nghĩ, do 1,33 là tỷ lệ chính xác.

## Đặc trưng
Ceri là kim loại màu trắng bạc, thuộc về nhóm Lanthan. Nó tương tự như sắt ở màu sắc và ánh, nhưng mềm, dẻo và dễ uốn. Ceri có khoảng nhiệt độ ở thể lỏng dài nhất trong số các nguyên tố có đồng vị không có tính phóng xạ: 2.648 °C (từ 795 °C tới 3.443 °C) hay 4.766 °F (từ 1.463 °F tới 6.229 °F). (Thori có khoảng nhiệt độ ở thể lỏng dài hơn (2.946 °C hay 5.302 °F), nhưng là nguyên tố chỉ có các đồng vị phóng xạ.)
Mặc dù ceri thuộc về nhóm các nguyên tố gọi chung là kim loại đất hiếm, nhưng trên thực tế nó còn phổ biến hơn chì. Ceri có sẵn ở lượng tương đối lớn (68 ppm trong lớp vỏ Trái Đất). Nó được sử dụng trong một số hợp kim của kim loại đất hiếm.
Trong số các nguyên tố đất hiếm chỉ có europi là hoạt động hóa học mạnh hơn. Nó nhanh chóng bị xỉn màu trong không khí. Các dung dịch kiềm cũng như acid đặc và loãng nhanh chóng ăn mòn kim loại này. Ceri bị oxy hóa chậm trong nước lạnh nhưng nhanh hơn trong nước nóng. Kim loại nguyên chất có thể bốc cháy khi cào xước.
Các muối của ceri(IV) (ceric) có màu đỏ cam hay ánh vàng, trong khi các muối ceri(III) (xerơ) thông thường màu trắng hay không màu. Cả hai trạng thái oxy hóa đều hấp thụ mạnh ánh sáng cực tím. Ceri(III) có thể sử dụng để làm thủy tinh không màu và hấp thụ tia cực tím gần như hoàn toàn. Ceri có thể dễ dàng phát hiện trong các hỗn hợp đất hiếm bằng thử nghiệm định tính rất nhạy: bổ sung amonia và hydro peroxide vào dung dịch các hỗn hợp nhóm lanthan sẽ sinh ra màu nâu sẫm đặc trưng nếu có mặt ceri.

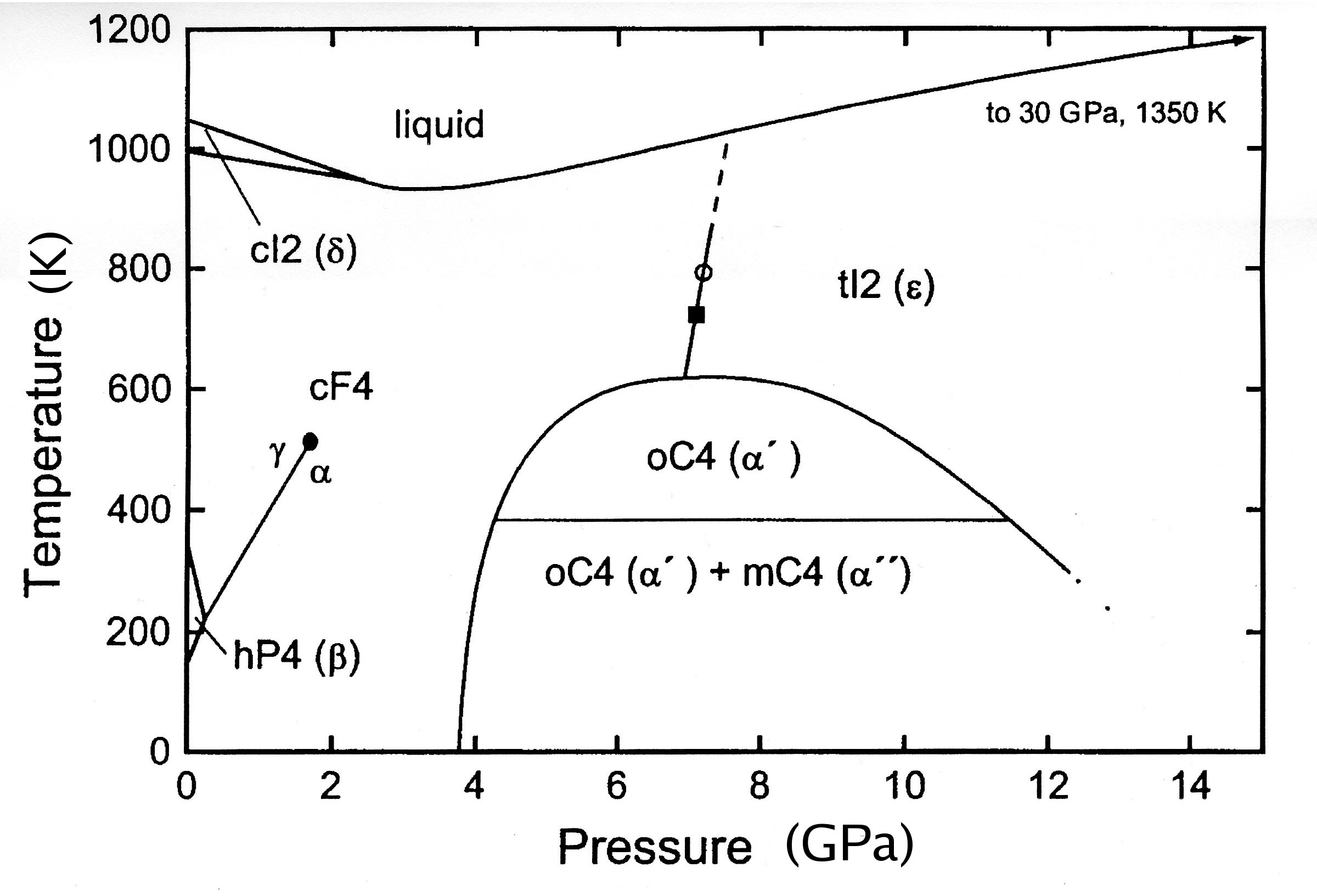
Biểu đồ pha của ceri

## Phổ biến
Ceri là nguyên tố phổ biến nhất trong số các nguyên tố đất hiếm, chiếm khoảng 0,0046% trọng lượng lớp vỏ Trái Đất. Nó được tìm thấy trong một số khoáng vật như allanit (còn gọi là orthit)—(Ca, Ce, La, Y)2(Al, Fe)3(SiO4)3(OH), monazit (Ce, La, Th, Nd, Y)PO4, bastnasit (Ce, La, Y)CO3F, hydroxylbastnasit (Ce, La, Nd)CO3(OH, F), rhabdophan (Ce, La, Nd)PO4-H2O, zircon (ZrSiO4), và synchysit Ca(Ce, La, Nd, Y)(CO3)2F. Monazit và bastnasit hiện nay là hai nguồn cung cấp ceri quan trọng nhất.
Ceri thông thường được điều chế thông qua công nghệ trao đổi ion sử dụng cát monazit như là nguồn ceri của nó.
Các trầm tích lớn chứa monazit, allanit, bastnasit sẽ cung cấp ceri, thori và nhiều kim loại đất hiếm khác trong nhiều năm tới.
Xem thêm Thể loại:Khoáng vật nhóm Lanthan

## Hợp chất

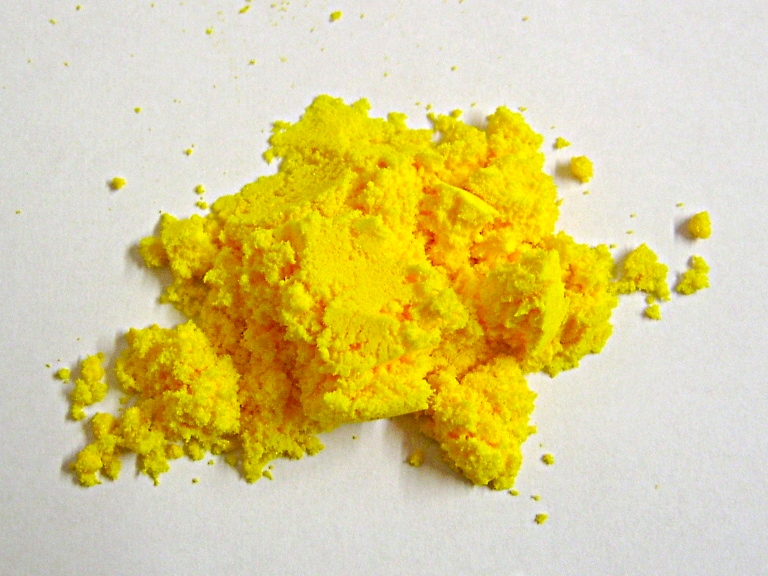
Ceri(IV) sulfat

X eri có hai trạng thái oxy hóa phổ biến là +3 và +4. Hợp chất phổ biến nhất của nó là ceri(IV) oxide (CeO2), được dùng như là "phấn sáp của thợ kim hoàn" cũng như trong thành tường của một số lò tự làm sạch. Hai tác nhân oxy hóa được sử dụng phổ biến trong chuẩn độ là amoni trisulfatocerat(IV) ((NH4)2Ce(SO4)3) và amoni hexanitratocerat(IV) (hay CAN, (NH4)2Ce(NO3)6). Ceri cũng tạo ra các chloride như CeCl3 tức ceri(III) chloride, được sử dụng để tạo thuận lợi cho các phản ứng ở các nhóm carbonyl trong hóa hữu cơ. Các hợp chất khác còn bao gồm ceri(III) carbonat (Ce2(CO3)3), ceri(III) fluoride (CeF3), ceri(III) oxide (Ce2O3), cũng như ceri(IV) sulfat (ceric sulfat, Ce(SO4)2) và ceri(III) triflat (Ce(OSO2CF3)3).
Hai trạng thái oxy hóa của ceri khác nhau khá nhiều về độ base: ceri(III) là một base mạnh khi so sánh với các trạng thái hóa trị ba của các nguyên tố khác cũng thuộc nhóm Lanthan, nhưng ceri(IV) lại là base yếu. Khác biệt này là cơ sở cho phép dễ dàng tách và tinh chế ceri nhất trong số các nguyên tố nhóm Lanthan, một nhóm các nguyên tố nổi tiếng vì sự khó khăn trong việc tách rời chúng khỏi nhau. Một loạt các biện pháp đã được đề ra theo thời gian để khai thác sự khác biệt này. Trong số các biện pháp tốt nhất có:
1. Trộn các hydroxide hỗn hợp với acid nitric loãng: các nguyên tố nhóm Lanthan hóa trị 3 sẽ hòa tan trong môi trường không có ceri còn ceri hóa trị 4 còn lại trong cặn không hòa tan để sau đó dùng các biện pháp khác tinh chế. Một biến thái khác là dùng acid hydrochloric và các oxide thu được từ bastnasit đã nung khô, nhưng sự chia tách theo kiểu này ít hoàn hảo hơn.
2. Kết tủa ceri từ dung dịch nitrat hay chloride bằng cách dùng kali permanganat và natri carbonat theo tỷ lệ mol là 1:4.
3. Đun sôi dung dịch nitrat của các kim loại đất hiếm với kali bromat và mạt đá hoa (cẩm thạch).

Sử dụng các phương pháp cổ điển trong chia tách đất hiếm có một số ưu thế đáng kể trong chiến lược loại bỏ ceri từ hỗn hợp ngay từ lúc bắt đầu. Ceri thông thường chiếm 45% trong các loại đất hiếm cerit hay monazit và việc loại bỏ nó ra sớm sẽ làm giảm đáng kể những gì cần xử lý tiếp (hay giá thành của các tác nhân gắn liền với các công đoạn đó). Tuy nhiên, không phải mọi phương pháp tinh chế ceri đều dựa trên độ base. Sự kết tinh amoni hexanitratoxerat(IV) từ acid nitric là một phương pháp tinh chế. acid hexanitratoceric(IV) có thể dễ dàng tách ra hơn trong một số dung môi nhất định (ví dụ tri-n-butyl phosphat) so với các nguyên tố nhóm Lanthan hóa trị +3. Tuy nhiên, thực tế hiện tại ở Trung Quốc dường như người ta tinh chế ceri bằng phương pháp chiết dung môi ngược dòng, ở dạng hóa trị +3 của nó, tương tự như các nguyên tố khác trong nhóm Lanthan.
Ceri(IV) là chất oxy hóa mạnh trong các điều kiện acid nhưng ổn định trong các điều kiện kiềm. Nhưng điều kiện kiềm lại là điều kiện mà ceri(III) trở thành chất khử mạnh, dễ dàng bị oxy hóa bởi oxy có trong không khí. Điều kiện kiềm làm dễ dàng cho sự oxy hóa này dẫn tới sự chia tách địa hóa học đôi khi xảy ra đối với ceri trong hỗn hợp với các nguyên tố hóa trị +3 của nhóm Lanthan trong một số điều kiện phong hóa nhất định, dẫn tới "bất thường ceri âm tính" hay tới sự hình thành của khoáng vật cerianit. oxy hóa bằng không khí cho ceri(III) trong môi trường kiềm là cách thức kinh tế nhất để nhận được ceri(IV) để sau đó có thể xử lý tiếp bằng dung dịch acid.
Xem thêm Hợp chất ceri

## Đồng vị
Ceri nguồn gốc tự nhiên là hỗn hợp của 4 đồng vị ổn định; bao gồm Ce136, Ce138, Ce140, Ce142 với Ce140 là phổ biến nhất (88,48%). Ce136 và Ce142 được dự đoán là có hoạt động phân rã beta kép nhưng người ta vẫn chưa ghi nhận được dấu hiệu nào của hoạt động này (đối với Ce142 thì giới hạn dưới về chu kỳ bán rã là 5×1016 năm hay 50 triệu tỷ năm). Hai mươi sáu đồng vị phóng xạ khác đã được nêu đặc trưng với các đồng vị tồn tại lâu nhất là Ce144 (chu kỳ bán rã 284,893 ngày), Ce139 (137,64 ngày), Ce141 (32,501 ngày). Tất cả các đồng vị còn lại có chu kỳ bán rã dưới 4 ngày và phần lớn là dưới 10 phút. Nguyên tố này cũng có 2 trạng thái đồng phân hạt nhân.
Các đồng vị đã biết của ceri có nguyên tử lượng nằm trong khoảng từ 123 (Ce123) tới 152 (Ce152).
Ce144 là sản phẩm sinh ra với hiệu suất cao từ phân hạch hạt nhân; FPPP tại ORNL đã tách ra được một lượng đáng kể Ce144 từ chất thải lò phản ứng hạt nhân và nó được sử dụng trong các chương trình ANP, SNAP của Hoa Kỳ.

## Ứng dụng
Ứng dụng của ceri bao gồm:
- Trong luyện kim:
  - Ceri được dùng để sản xuất các hợp kim nhôm.
  - Bổ sung ceri vào gang sẽ ngăn ngừa quá trình graphit hóa và sinh ra gang mềm.
  - Trong thép, ceri khử khí và hỗ trợ làm giảm các sulfide và oxide.
  - Ceri cũng được dùng trong thép không gỉ như là tác nhân làm cứng phân tán.
  - 3 tới 4% ceri thêm vào hợp kim magnesi, cùng 0,2 tới 0,6% zirconi, hỗ trợ việc làm mịn các hạt tinh thể và tạo ra sản phẩm đúc hoàn hảo với các hình dáng phức tạp. Nó cũng bổ sung khả năng chịu nhiệt cho các sản phẩm đúc chứa magnesi.
  - Ceri được dùng trong các hợp kim để chế tạo nam châm vĩnh cửu.
  - Ceri được dùng làm thành phần tạo hợp kim trong các điện cực wolfram cho hàn hồ quang wolfram khí.
  - Ceri là thành phần chính của ferrocerium, còn gọi là "đá lửa". Mặc dù các hợp kim hiện nay của kiểu này nói chung sử dụng Mischmetal chứ không phải ceri tinh khiết, nhưng nó vẫn là thành phần hợp thành phổ biến nhất.
  - Ceri được sử dụng trong chiếu sáng hồ quang carbon, đặc biệt trong công nghiệp điện ảnh.
- Ceri(III) oxalat là thuốc chống gây nôn.
- Ceri(IV) oxide
  - oxide được dùng trong các măng sông nóng sáng, chẳng hạn trong măng sông Welsbach, trong đó nó kết hợp với các oxide của thori, lanthan, magnesi hay ytri.
  - Làm chất xúc tác cho hydrocarbon trong các lò tự làm sạch trong tường thành lò.
  - Ceri(IV) oxide đã thay thế phần lớn cho phấn kim hoàn trong công nghiệp thủy tinh/kính như là chất đánh bóng.
  - Ceri(IV) oxide dùng làm chất xúc tác trong cracking dầu mỏ.
  - Các phụ gia ceri(IV) vào nhiên liệu diesel làm cho chúng cháy hoàn toàn hơn, giảm gây ô nhiễm môi trường.
  - Trong thủy tinh, ceri(IV) oxide cho phép hấp thụ có tính chọn lựa các tia cực tím.
- Ceri(IV) sulfat được sử dụng rộng rãi trong phân tích định lượng như là một tác nhân oxy hóa.
- Nitrat amoni ceric là một chất oxy hóa một electron hữu ích trong hóa hữu cơ, được dùng để khắc acid có tính oxy hóa cho các bộ phận cấu thành trong công nghiệp điện tử cũng như là tiêu chuẩn cơ bản trong phân tích định lượng.
- Các hợp chất ceri được sử dụng trong thủy tinh như là một thành phần hay như là chất khử màu.
- Ceri kết hợp với titan tạo ra màu vàng kim đẹp cho thủy tinh.
- Các hợp chất ceri được dùng để tạo màu cho men gốm sứ.
- Các hợp chất ceri(III) và ceri(IV) như ceri(III) chloride được sử dụng làm chất xúc tác trong tổng hợp hữu cơ.

## Phòng ngừa
Ceri, tương tự như các kim loại đất hiếm khác, có độc tính từ thấp tới vừa phải. Ceri là tác nhân khử mạnh và bắt cháy ngay lập tức trong không khí ở 65-80 °C (150-175 °F). Hơi từ lửa cháy chứa ceri là độc hại. Không được dùng nước để dập cháy ceri, do nó phản ứng mạnh với nước để sinh ra khí hydro. Những người bị phơi nhiễm ceri có thể bị ngứa, mẫn cảm với nhiệt, thương tổn da. Động vật bị têm một lượng lớn ceri sẽ chết do trụy tim mạch.
Ceri(IV) oxide là tác nhân oxy hóa mạnh ở nhiệt độ cao và phản ứng với các vật liệu hữu cơ dễ cháy. Trong khi ceri tự nhiên không có tính phóng xạ nhưng các cấp độ thương mại không tinh khiết có thể chứa thori là chất phóng xạ.